# Jouni Pellinen
Jouni Pellinen (11 mei 1983) is een Finse freestyleskiër.

## Carrière
Pellinen debuteerde in december 2005 in Kranjska Gora in de wereldbeker alpineskiën, een jaar later scoorde hij in Hinterstoder zijn enige wereldbekerpunten. Op de wereldkampioenschappen alpineskiën 2007 in Åre eindigde de Fin als drieëndertigste op de Super G en als veertigste op de afdaling, samen met Tuuka Kaukoniemi, Sanni Leinonen, Kalle Palander, Tanja Poutiainen en Marcus Sandell eindigde hij als vierde in de landenwedstrijd.
In januari 2009 debuteerde Pellinen in St. Johann in Tirol in de wereldbeker freestyleskiën, negen dagen na zijn debuut behaalde hij zijn eerste toptienklassering. Tijdens de wereldkampioenschappen freestyleskiën 2009 in Inawashiro eindigde de Fin als zestiende op het onderdeel skicross.
In Deer Valley nam Pellinen deel aan de wereldkampioenschappen freestyleskiën 2011, op dit toernooi veroverde hij de zilveren medaille op het onderdeel skicross. In maart 2011 stond hij in Grindelwald voor de eerste maal in zijn carrière op het podium van een wereldbekerwedstrijd, drie dagen later boekte hij in Hasliberg zijn eerste wereldbekerzege. Op de wereldkampioenschappen freestyleskiën 2013 in Voss eindigde de Fin als vierde op de skicross.

## Resultaten

### Alpineskiën

#### Wereldkampioenschappen
| Jaar | Plaats | Resultaten                                                      |
| ---- | ------ | --------------------------------------------------------------- |
| 2007 | Åre    | 40e Afdaling 33e Super G DNF Supercombinatie 4e Landenwedstrijd |

#### Wereldbeker
Eindklasseringen
| Seizoen   | Algm | SG  |
| --------- | ---- | --- |
| 2006/2007 | 143e | 49e |

### Freestyleskiën

#### Wereldkampioenschappen
| Jaar | Plaats      | Resultaten   |
| ---- | ----------- | ------------ |
| 2009 | Inawashiro  | 16e Skicross |
| 2011 | Deer Valley | Skicross     |
| 2013 | Voss        | 4e Skicross  |

#### Wereldbeker
Eindklasseringen
| Seizoen   | Algm | SX    |
| --------- | ---- | ----- |
| 2008/2009 | 77e  | 21e   |
| 2009/2010 | 77e  | 26e   |
| 2010/2011 | 9e   | Brons |
| 2011/2012 | 43e  | 13e   |
| 2012/2013 | 45e  | 8e    |

Wereldbekerzeges
| Datum        | Plaats    | Discipline |
| ------------ | --------- | ---------- |
| 6 maart 2011 | Hasliberg | Skicross   |
| 3 maart 2012 | Branäs    | Skicross   |